# Martí Batres
Martí Batres Guadarrama (Città del Messico, 26 gennaio 1967) è un politico e avvocato messicano, capo del governo di Città del Messico dal 2023 al 2024.

## Biografia
Nato a Città del Messico il 26 gennaio 1967, Martí Batres si laurea in giurisprudenza presso l'Università nazionale autonoma del Messico. Consegue poi un master in politiche sociali e urbane sempre all'UNAM e un secondo master in gestione politica all'Università George Washington, Stati Uniti.

### Carriera politica
Inizia il suo percorso politico nella seconda metà degli anni '80 entrando all'interno del consiglio studentesco dell'UNAM, divenendone successivamente anche capo. Nel 1989 diviene uno dei fondatori del Partito della Rivoluzione Democratica. Negli anni seguenti diventa prima membro del consiglio esecutivo del partito nel Distretto Federale e poi presidente della fazione del PRD nella Delegazione Benito Juárez.
Nel 1997 viene eletto deputato locale per l'Assemblea legislativa del Distretto Federale, carica nella quale rimane fino al 2000, quando si trasferisce nella Camera dei deputati nazionale. Qui diviene capogruppo parlamentare del PRD.
Dall'aprile 2005 al dicembre 2006 ricopre l'incarico di presidente della fazione del Partito della Rivoluzione Democratica nel Distretto Federale. Sempre nel 2006 entra a far parte del gabinetto politico della capitale, guidato da Marcelo Ebrard, venendo designato segretario dello sviluppo sociale.
Nel settembre 2011 lascia quest'incarico perché candidato alle elezioni primarie del partito per la guida della capitale. In tali elezioni viene però battuto dal politico Miguel Ángel Mancera, il quale verrà poi nominato governatore.
L'anno successivo annuncia, dopo ventiquattro anni di militanza, la sua uscita dal Partito della Rivoluzione Democratica. Entra quindi a far parte del neo partito chiamato Movimento Rigenerazione Nazionale (comunemente conosciuto come Morena). Con questo viene anche rieletto alla Camera dei deputati alle elezioni del 2012 e, nel 2014, ne diviene anche il primo presidente a livello nazionale.
Nel 2018 si candida come senatore all'interno della coalizione Juntos Haremos Historia, risultando eletto in rappresentanza di Città del Messico. Poco tempo dopo viene anche nominato per la presidenza del Senato per il periodo 2018-2019.
I 15 luglio 2021 viene designato a svolgere l'incarico di segretario del governo della capitale dalla governatrice Claudia Sheinbaum. Non potendo ricoprire contemporaneamente il ruolo di parlamentare e quello di segretario, lascia il Senato.
Il 16 giugno 2023, a seguito delle dimissioni della stessa Sheinbaum, Martí Batres assume l'incarico di capo di governo della capitale come sostituto.
Nel giugno 2024 si sono svolte le elezioni a Città del Messico, vinte da Clara Brugada. Il 4 ottobre successivo cessa ufficialmente il suo incarico, mentre il giorno seguente diviene direttore generale dell'Istituto di sicurezza e servizi sociali dei lavoratori dello Stato.

## Vita privata
È sposato dal 2012 con Daniela Cordero Arenas, con la quale ha due figli.